# John Hill (Drehbuchautor)
John Hill (* 26. Januar 1944 in Prairie Village (Kansas) oder 6. Mai 1947 in Baton Rouge; † 12. Dezember 2017 in Las Vegas) war ein US-amerikanischer Drehbuchautor und TV-Producer.
Hill begann in Hollywood mit dem Drehbuch zum Fernsehfilm Griffin and Phoenix (1976) mit Peter Falk und Jill Clayburgh. 1980 folgte Herzquietschen mit Andy Kaufman und Bernadette Peters. Im Jahr 1988 arbeitete er als Ko-Autor am Drehbuch zu Little Nikita mit Sidney Poitier und River Phoenix in den Hauptrollen.
Das Drehbuch zu Quigley der Australier hatte Hill bereits 1975 verfasst. 1980 sollte das Skript schließlich verfilmt werden, allerdings wurde das Projekt wegen des Krebsleidens von Steve McQueen fallengelassen. Später sollte der Film mit Clint Eastwood realisiert werden, der jedoch schließlich absagte. Letztendlich wurde der Film 1990 mit Tom Selleck in der Hauptrolle veröffentlicht, außerdem spielten Laura San Giacomo und Alan Rickman im Film mit.
Hill erlangte später größere Bekanntheit durch seine Arbeit an den TV-Serien Zurück in die Vergangenheit und L.A. Law, für die er mit einem Emmy ausgezeichnet wurde.
Gegenwärtig arbeitet Hill an der University of Nevada (UNLV) in Las Vegas und lehrt angehenden Regisseuren kostengünstiges Filmemachen.